# Vorontsovpalatset
Vorontsovpalatset (ukrainska: Воронцовський палац) är ett palats i närheten av staden Alýpka på södra delen av Krimhalvön i Ukraina. 
Den ryske fursten Michail Semjonovitj Vorontsov började bygga sitt residens på Krim år 1828. Det ritades av den engelska arkitekten Edward Blore, som också har ritat delar av  Buckingham Palace i London och byggdes färdigt av Francesco Boffo och William Gunt. Palatset är byggt i flera olika stilar med en fasad i morisk stil mot söder och en i nygotik mot norr. Det omges av en stor park ritad av den tyska landskapsarkitekten Karl Kebach.
Efter Vorontsovs död bytte palatset ägare flera gånger och efter ryska revolutionen omvandlades det till ett museum. Tyska soldater ockuperade palatset under andra världskriget och förstörde delar av inredningen men det återerövrades av Krimstyrkor innan det förstördes helt. Under Jaltakonferensen bodde Winston Churchill och den engelska delegationen i palatset.

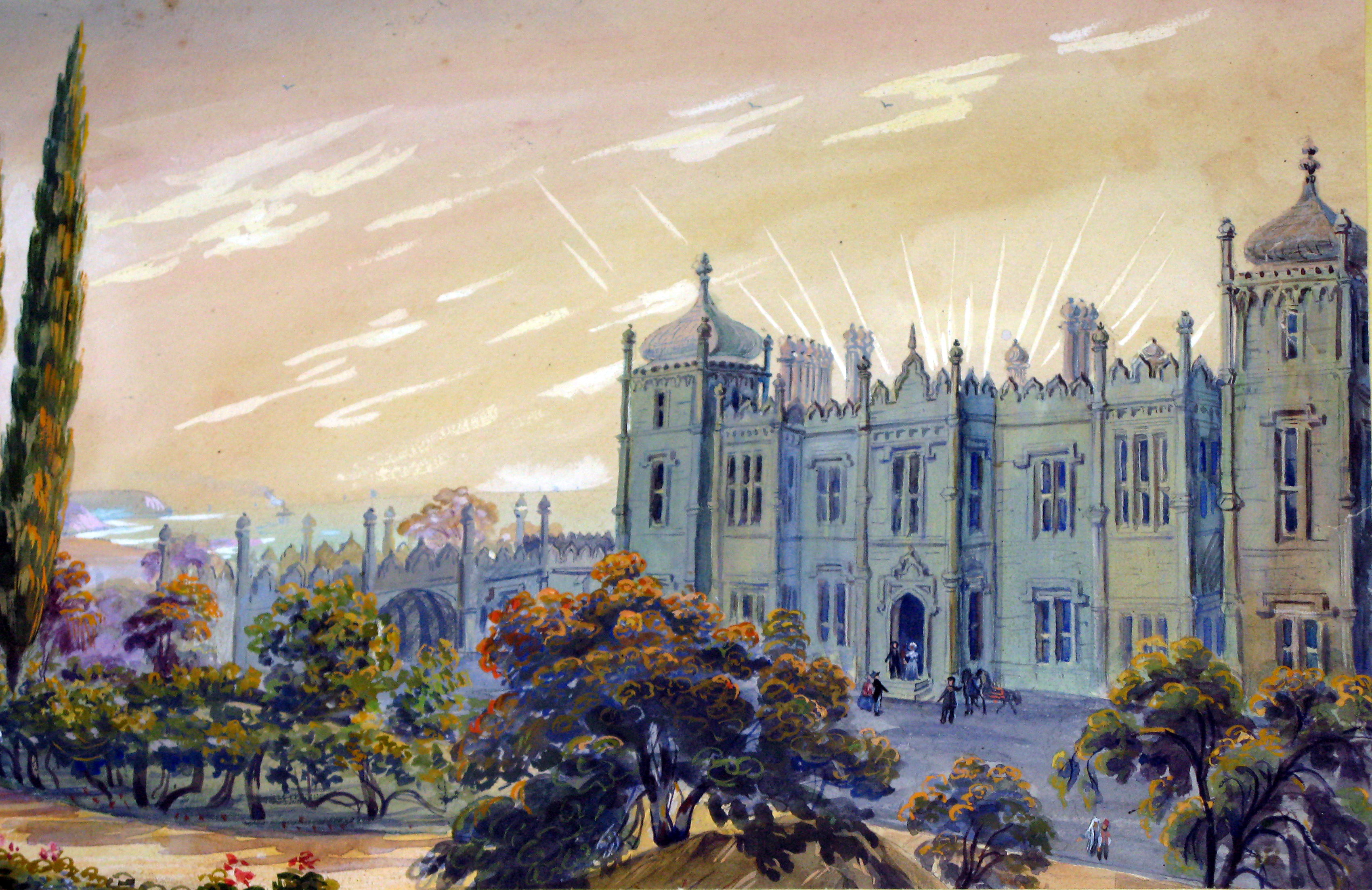
En målning föreställande palatset.